# ماشین کاروان

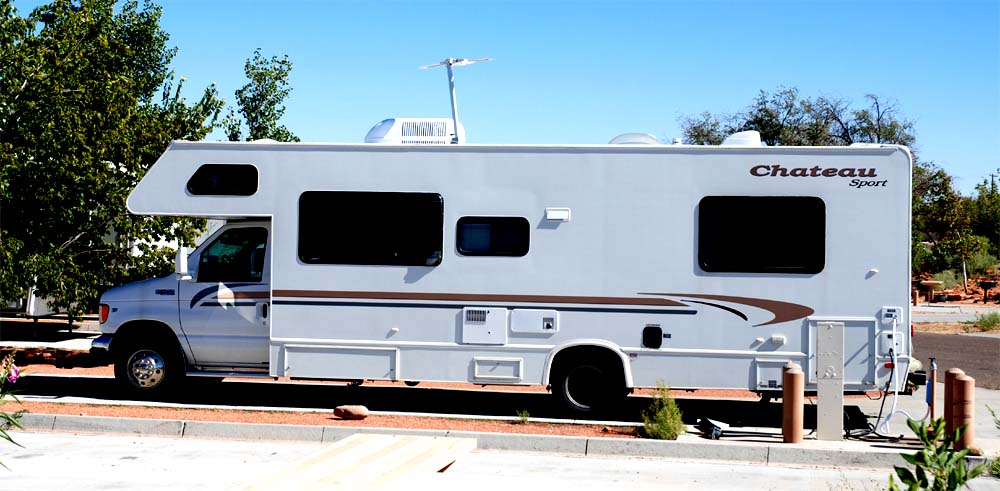
یک خودرو کاروان مدل C

ماشین کاروان یا آر وی به معنی خودروی تفریحی (به انگلیسی آمریکایی: RV) به آن دسته از خودروهایی گفته می‌شود که دارای طولی بلند هستند و در پشت سر راننده امکاناتی گوناگون ازجمله برای خواب، آشپزی و دستشویی دارند. این خودروها از خودروهای کلاس ون حجیم‌تر و با امکانات بیشتر هستند.
خودرو کاروان را می‌توان تلفیقی از اتوبوس و کامیون دانست.

## انواع

### کلاس A
بزرگ ترین کلاس آر وی است و بسیار جادار ، مجهز و در عین حال راحت است. این نوع آر وی ها بر روی شاسی سفارشی یا شاسی کامیون ۳ تا ۱۰ تنی ساخته می شوند و ظاهری شبیه اتوبوس دارند.

### کلاس B
این کلاس از کلاس A کمی کوچک تر است و ظاهری شبیه ون دارد که  رانندگی با آن راحت تر است و اغلب به عنوان کانورتیبل جعبه یا ون کمپر شناخته می شود. این نوع آر وی به دلیل اندازه کوچکش اغلب بین زوج ها و مسافران مجرد محبوب است.

### کلاس C
این کلاس از بقیه کلاس ها کوچک تر است و شاسی آن همان شاسی خودرو های تجاری بزرگ تر است. کابین راننده آن شبیه خودرو تجاری است و کابین بزرگتری در پشت خود دارد.

### وانت بار سوار
این نوع آر وی برای بر آورده کردن نیاز های اساسی سفر با بیشترین آزادی حمل و نقل مناسب است ولی جابجایی و تخلیه وسایل در آن دشوار و وقت گیر است.

### تریلر های چرخ پنجم
این نوع آر وی ها معمولا فقط توسط وانت بار قابل یدک کشی هستند اما طراحی آنها باعث توزیع بهتر وزن آنها شده در نتیجه دشواری رانندگی را کاهش و رانندگی را آسان و راحت تر می کنند.
محبوبیت زیادی میان افرادی که بیشتر با آر وی سفر می کنند دارند.

### تریلر های مسافرتی
این نوع آر وی اندازه های متغیری دارد و یدک کش آن می تواند سدان ، اس یو وی یا پیکاپ باشد ولی دشواری رانندگی را افزایش می دهد.

### تریلر های پاپ آپ
این نوع آر وی فشرده و سبک است و کوچک ترین آر وی بدون موتور است اما دارای فضای زیادی بوده و تکیه گاه های بوم در اطراف آن وجود دارد که فضای چادر مانندی در بالای آن ایجاد می کنند
به علت عملکرد عایق حرارتی ضعیف ، برای تابستان مناسب تر است.

### حمل کننده اسباب بازی
این نوع آر وی ظرفیت ۸ نفر را دارد و طول آن از ۱۹ تا ۳۹ فوت متغیر است که بیشتر برای اهداف ورزشی و اوقات فراغت استفاده می شود. دارای فضای بار بسیار بزرگی بوده که می توان به راحتی با آن ای تی وی ، قایق موتوری ، کانو ، برف رو یا موتور سیکلت را حمل کرد.
بزرگ ترین تفاوت آن با سایر آر وی های بدون موتور، داشتن سطح شیب دار برای جابجایی آسان تر وسایل است.